# Tamara Garkuchina
Tamara Garkuchina (Тамара Павловна Гаркушина) née le 1er février 1946 à Raïon de Ielets, est une coureuse cycliste soviétique, qui au début des années 1970 est une grande pourvoyeuse de médailles pour son pays l'URSS.
Au Championnat du monde de poursuite féminin, elle  a remporté six médailles d'or. Sociétaire du Club "Dynamo", elle a à son actif un nombre équivalent de titre de championne de l'URSS dans la spécialité . 

## Palmarès sur piste

### Championnats du monde
- Amsterdam1967
  -  Championne du monde de poursuite
- Anvers 1969
  -  Médaillée d'argent de la poursuite
- Leicester 1970
  -   Championne du monde de poursuite
- Varèse 1971
  -   Championne du monde de poursuite
- Marseille 1972
  -  Championne du monde de poursuite
- San Sebastián 1973
  -   Championne du monde de poursuite
- Montréal 1974
  -   Championne du monde de poursuite

### Championnats d'Union soviétique
- Championne d'URSS en poursuite individuelle en 1966, 1969, 1972, 1973, 1975 et 1976